# 1208 Troilus
1208 Troilus è un asteroide troiano di Giove del campo troiano del diametro medio di circa 103,34 km. Scoperto nel 1931, presenta un'orbita caratterizzata da un semiasse maggiore pari a 5,2502783 UA e da un'eccentricità di 0,0914661, inclinata di 33,54176° rispetto all'eclittica.
L'asteroide è dedicato a Troilo, figlio di Priamo e di Ecuba nella mitologia greca.